# Makarska
Makarska (magyarul: Makarszka) város és község Horvátországban, Split-Dalmácia megyében. Közigazgatásilag Veliko Brdo település tartozik még a községhez. A város az 1969-ben a Split-Makarskai főegyházmegye részévé vált Makarskai egyházmegye püspöki székvárosa volt.

## Fekvése
Splittől légvonalban 52, közúton 88 km-re délkeletre, Közép-Dalmáciában, az úgynevezett Makarskai riviéra központjában, délkeletről Osejava fok, északnyugatról a Szent Péter félsziget által védett öbölben fekszik. A város északkeleti részei felnyúlnak a Biokovo-hegység lejtőire.

## Története
Makarska nevét feltehetően a közeli Makar nevű településről kapta, melynek nevét bíbor jelentésű a föniciai „mucar” szóból eredeztetik. A Makarskai-öbölben a föniciaiak feltehetően sok bíborcsigát találtak. A város helyén már a történelem előtti időkben is állt település, melyet illírek laktak. A rómaiak csak az 1. század elejére tudták véglegesen meghódítani a térséget. A 4. század elején a rómaiak Inaronia nevű városa állt itt, melynek maradványait a városközpont több helyén feltárták. A várost a híres római útvonaltérkép a Tabula Peutingeriana a Salona és Narona közötti tengerparti út egyik állomásaként ábrázolja. 533-ban a salonai zsinat határozata alapján megalapították Mucurum püspökségét. Az ismeretlen szerzőtől származó  7. századi Ravennai Cosmographia „Aronia id est Mucru” néven említi. A 7. században horvát törzsek telepedtek le a tengerpart, valamint a Cetina és Neretva folyók közti területen. Bíborbanszületett Konstantin császár a birodalom kormányzásáról szóló, 950 körül írt művében megemlíti Mocro környékét is. Ugyanez a forrás említi meg, hogy 887. szeptember 18-án Pietro Candiano velencei dózse serege tengeri csatában vereséget szenvedett a Neretva környékén élő néptől és a szabad  hajózás fejében adófizetésre kényszerült. A neretvánok hatalma a 13. századra azonban megtört a bribiri grófok, a bosnyákok, a horvát és magyar királyok, valamint a Velence elleni szüntelen harcban. A város Dalmácia legnagyobb részével együtt velencei uralom alá került és a velencei-török harcok színtere lett.
A Makarska név 1502-ben egy török okmányban szerepel először, mint a Tengermelléki török náhije székhelye. A várost a törökök a 16. század közepén megerősítették, falakkal és három védőtoronnyal látták el a velencei támadások ellen. A város szerepel Camozio velencei térképész 1572-ben szerkesztett térképén, melyen jól kivehetők a Szent Péter félszigeten álló Szent Péter templom,  a városfalak, a ferences kolostor és a Szűz Mária templom épületei. 1646-ban a horvát nemesség és a Krajna népe elismerte a velencei uralmat és 1684-ig a város de facto a Velencei Köztársasághoz tartozott. A több mint százéves velencei uralom idején rakták le a jövőbeli város alapjait. A köztársaság 1797-es megszűntével Makarska előbb osztrák, majd francia uralom alá került. 1813-tól ismét a Habsburg Birodalom része lett. A 19. század nemzeti mozgalmainak eredményeképpen a horvát nyelvet hivatalosan is elismerték. 1865-ben a horvát nemzeti párt nyerte meg a választásokat és Dalmácia többi részéhez hasonlóan a helyi igazgatás horvát kézbe került. Ez a nap (október 24.) ma a város napja.

## Lakosság

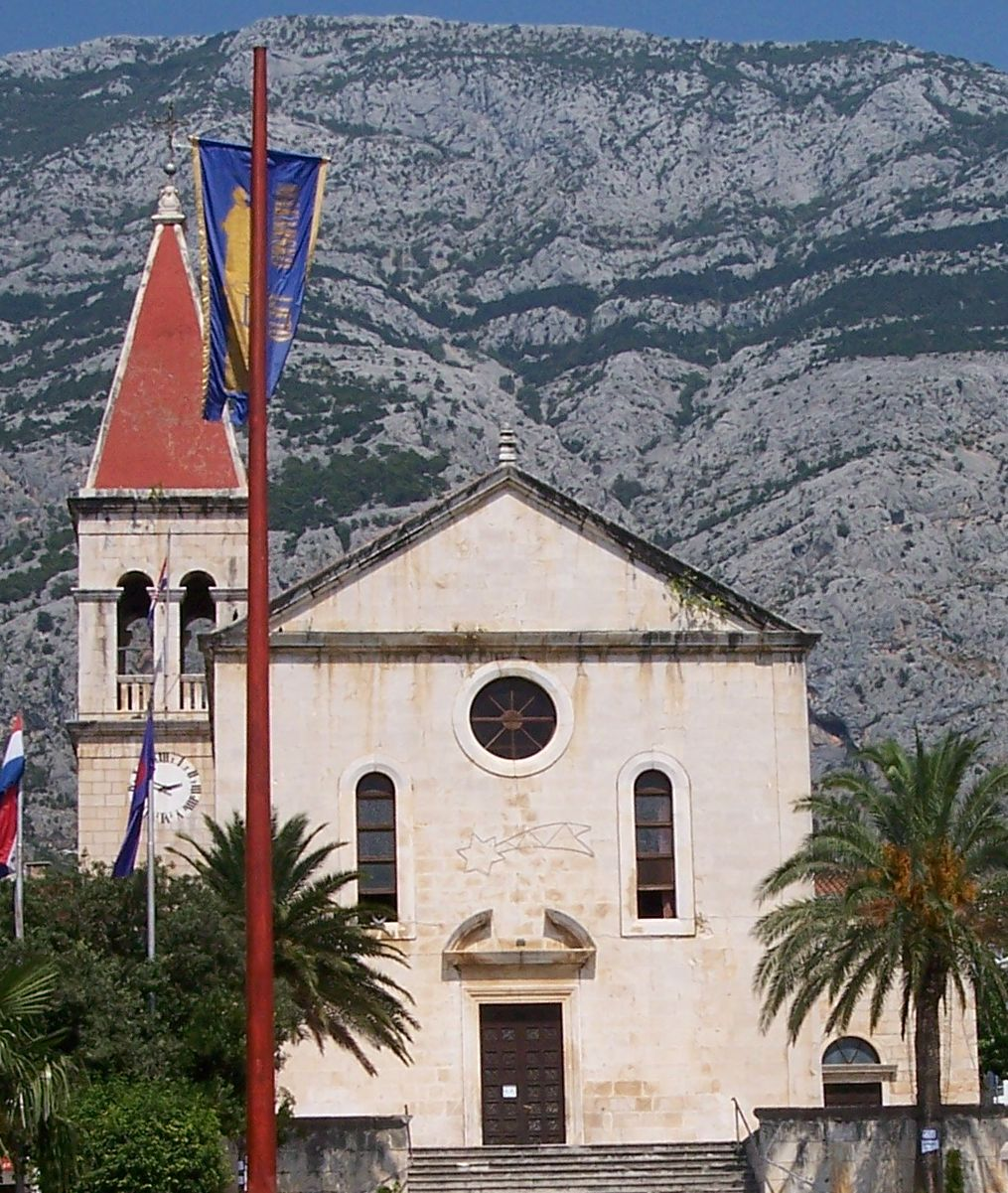
A Szent Márk székesegyház

| Lakosság változása | Lakosság változása | Lakosság változása | Lakosság változása | Lakosság változása | Lakosság változása | Lakosság változása | Lakosság változása | Lakosság változása | Lakosság változása | Lakosság változása | Lakosság változása | Lakosság változása | Lakosság változása | Lakosság változása | Lakosság változása |
| ------------------ | ------------------ | ------------------ | ------------------ | ------------------ | ------------------ | ------------------ | ------------------ | ------------------ | ------------------ | ------------------ | ------------------ | ------------------ | ------------------ | ------------------ | ------------------ |
| 1857               | 1869               | 1880               | 1890               | 1900               | 1910               | 1921               | 1931               | 1948               | 1953               | 1961               | 1971               | 1981               | 1991               | 2001               | 2011               |
| 1.963              | 2.093              | 2.193              | 2.379              | 2.456              | 2.720              | 2.720              | 2.834              | 2.851              | 3.096              | 4.164              | 6.845              | 9.342              | 11.743             | 13.381             | 13.426             |

## Nevezetességei
- A Szent Péter templomot[7] amely a városi kikötőt nyugatról lezáró Szent Péter félszigeten található, a 14. század elején említik először. Az eredetileg gótikus templomot  17. század végén a barokk stílusban építették át. 1962-ben a földrengés olyan súlyosan megrongálta, hogy teljesen le kellett bontani. 1992-ben az eredeti formájában építették újjá. A közelben található egy világítótorony is 1884-ből.
- A Szent Márk székesegyház[8] a város Andrija Kačić Miošić ferences szerzetesről és költőről elnevezett központi terének északi oldalán található, akinek bronzszobra a téren áll. A templom építése 1700-ban kezdődött, de az építés folyamata rendkívül elhúzódott, mivel az építést finanszírozó velencei hatóságok nagyon lassan biztosították az anyagi feltételeket. Az építés csak 1756-ban fejeződött be, a felszentelés 1766-ban történt. A templomot barokk stílusban, félköríves apszissal építették. Egy földrengés 1962-ben megrongálta, ezért kívül és belül is helyre kellett állítani. Ennek során a korábbi sekrestye helyén kialakították a keleti kápolnát, ahova a korábbi barokk márvány főoltárt helyezték át. A velencei mesterek által készített remekmívű főoltárt Szent Márk és Szent Jeromos márvány szobrai díszítik. Az antependium közepén az utolsó vacsora domborműve áll. A korábbi főoltár helyére hosszú, kőből készített, asztal formájú, árkádos menzát helyeztek. A templom dongaboltozatú, kivéve a később épített kápolnát, melynek mennyezete sík. A templomhajóban az átalakítás előtt több barokk márványoltár volt. Ma a hajó bal oldalán az első oltár a Rózsafüzér királynője tiszteletére van szentelve. Az oltáron látható az Istenanya ezüst trónon ülő bizánci stílusú neoreneszánsz képe a föléje koronát tartó angyalokkal, a vicenzai Luigi Merlo munkája 1818-ból. Ezen az oldalon található még a Szent  Kereszt oltár, Felice Tironi munkája 1786-ból. Vele szemben áll az 1770-ben emelt Szent Kelemen oltár rajta a szent 1725-ben Rómából elhozott ereklyéivel. 1965-ben a kórust bővítették, ahova 1971-ben helyezték el az új orgonát, melyet a ljubljanai Janez Jenko mester épített.  Az előtte álló késő barokk ivókút 1775-ben készült.
- A Szűz Mária tiszteletére szentelt régi ferences templom[9] feltehetően a 14. század közepén épült. A korabeli források szerint 1502-ben a ferencesek Boszniából való ideérkezéskor már állt, de a Szent  Ágoston rend tulajdonában volt. A kolostort 1502-ben építették, ekkor alapították könyvtárát és levéltárát is. Az épület több alkalommal is leégett, mely után mindig újjáépítették, illetve bővítették. A templom nagyobb mérvű átépítése történt 1671 után, amikor a kórust és az oltár előtti korlátot is építették. Ekkor került a templomba a Szent Antal szobor, a feszület, a Nagyboldogasszony szárnyasoltár, mely  Pietro de Coster és a Utolsó ítéletet ábrázoló kép, amely Antonio Molinari munkája. Később barokk és reneszánsz elemekkel egészítették ki. Mivel a makarskai püspökök ferencesek voltak a templom kezdetben székesegyházul is szolgált, ahol két püspököt is eltemettek. A templom melletti 33,74 méter magas harangtorony 1715-ben épült. Az épületet 1968-ban restaurálták, majd a ferencesek érkezésének ötszázadik évfordulójára 2002-re minisztériumi támogatással kívül-belül felújították. A kolostorban 1963-ban alapított kagylómúzeum is található, ahol a világ minden részéről származó kagylókat és csigákat állítottak ki. Alapítója dr. Jure Radić atya teológiai és természettudományi professzor volt.

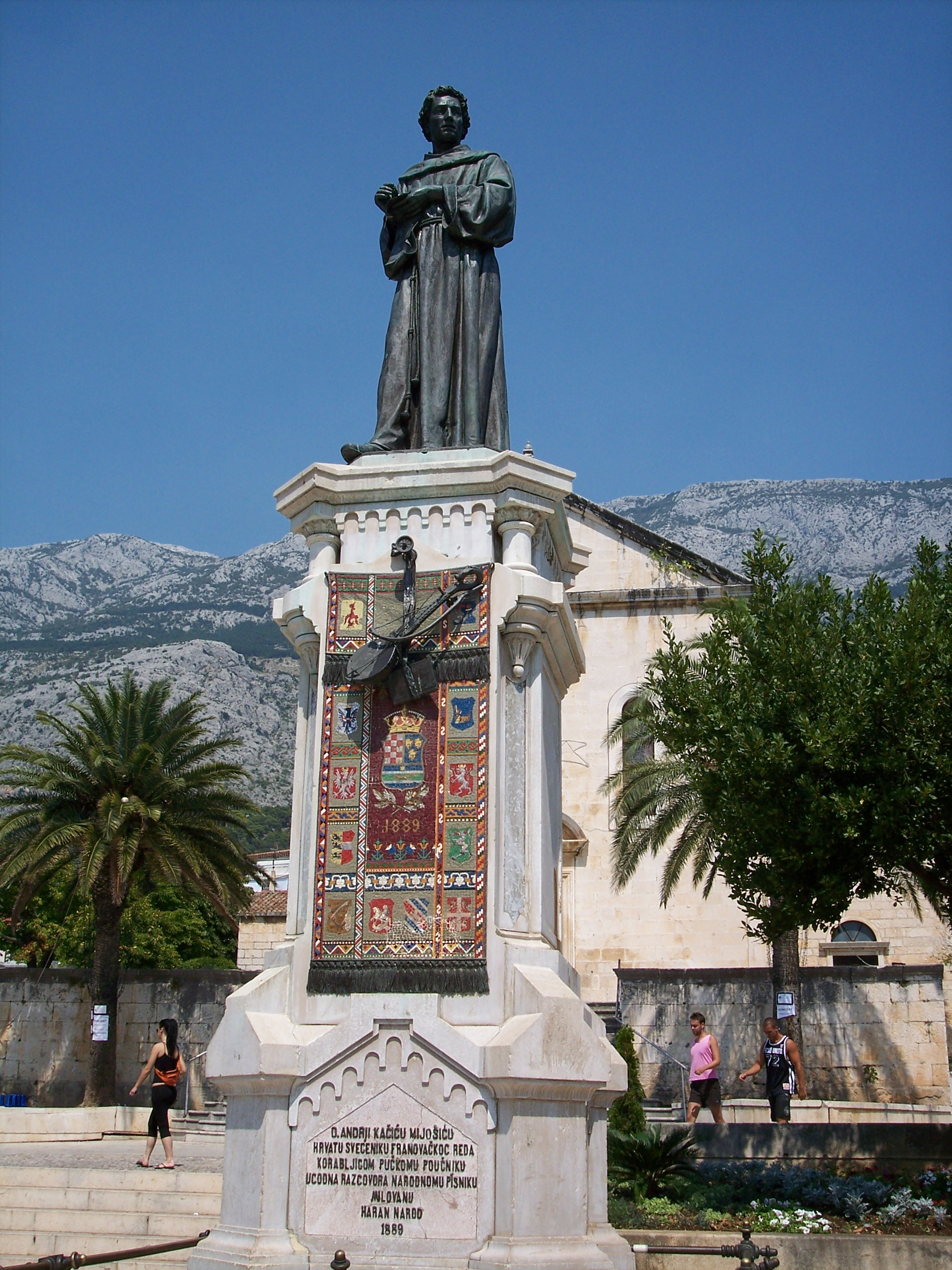
Andrija Kačić Miošić szobra

- Az új ferences templom 1940-ben épült Stjepan Podhorsky tervei szerint. Építését azután határozták el, miután a régi templom kicsinek bizonyult a hívek számához. A kőből épített centrális felépítésű, kupolás templom a kora középkori horvát templomok stílusában épült. Főoltára felett baldachin látható. A hajóban a Szeplőtelen fogantatás és Szent Antal márvány oltárai, a bejárat felé pedig Jézus szíve és Assisi Szent Ferenc oltárai találhatók. 1999-ben az apszis falára Josip Bifel festőművész nagyméretű, hét éven át muránói üvegből készített mozaikképét helyezték el. A kép alsó részén a Pietát és a horvát szenteket, felső részén a trónoló Krisztust ábrázolja.
- A Néri Szent Fülöp templom[10] 1758-ban épült az öböl közepén, a közvetlenül a tengerparton. Barokk épület dongaboltozattal, félköríves apszissal. Az oltár jobb oldalán a falban található az építtető Stjepan Blašković püspök sírja. Az egykori főoltárból a földrengés utáni átépítés után mára csak a menza maradt. A hajóban négy barokk márványoltár látható. A kórus korlátján hét, vászonra festett képet helyeztek el Szent Fülöp életéből vett jelenetekkel. A templomot 1968-ban kulturális műemlékké nyilvánították, ma csak évente néhány alkalommal mondanak misét benne.
- A temetőben álló Szent Kereszt kápolnát 1830-ban építették. A keresztről való levételt ábrázoló oltárképet az 1962-es földrengést követően hozták át a felújított Szent Fülöp templomból. Ettől az időponttól viseli a Szent Kereszt titulust, azelőtt Assisi Szent Ferencnek volt szentelve.
- A városban több barokk palota áll, melyek közül az Ivanisević[11] és a késő barokk kétemeletes, tetőteres Tonolli-palota[12] figyelemreméltó. Utóbbiban működik ma a városi múzeum 2700 kiállított tárggyal.
- A régi iskola épülete eredetileg glagolita kolostornak épült a 19. század második felében. Ma az Antun Gojak galéria 400 festménnyel, a városi könyvtár, a zeneiskola,  a Makarsko primorje című helyi újság és a helyi rádió működik benne.
- A tengerparton áll a Kacic-Peko család 19. századi késő reneszánsz impozáns palotája, mely inkább erődítmény képét mutatja.
- Andrija Kačić Miošić atya emlékműve,[13] Ivan Rendić szobrászművész 1889-ben felállított alkotása a makarskai Kačić téren található. Az emlékmű egy szokványosan öltözött ferences fiatalt ábrázol, álló helyzetben egy kőtalapzaton, amelyen a déli oldalán heraldikai motívumokkal ellátott, szőnyeg formájú mozaik van elhelyezve, amelyen a hegedű és a könyv, mint a költő szimbólumai láthatók. A talapzat mindkét oldalán egy felirat található, amely Andrija testvér életéhez kapcsolódik.
- 1775-ben a makarskai Kačić téren későbarokk, négyszögletes kutat[14] állítottak, melynek kagyló alakú medencéje felett három, maszkos domborművel díszített, réz kifolyó található. A nyílás fölött a kőgerendán egy felirat, oldalán pedig két címer található, amelyek közül az egyik Makarska város legrégebbi címere. Az építést Iseppo Bisazzo mester végezte. A szökőkutat 1990-ben alaposan felújították és ez alkalomból az összes kőanyagot megtisztították.
- Franjo Tuđman horvát elnök emlékműve Kazimir Hraste alkotása 2004-ben készült.
- A város szélső nyugati részén, az autópálya déli oldalán az út mellett, a fenyőerdő szélén egy obeliszk található, melyet "Napóleon emlékműve" néven ismernek.[15]  Az emlékművet 1808-ban állították fel Dalmácia francia uralma idején Marmont marsall tiszteletére. Eredetileg a makarskai ferences kolostor előtt állt. Antun és Ivan Štambuk brači kőfaragók készítették fehér brači kőből.
- Szent Péternek a róla elnevezett félsziget keleti oldalán álló szobrát Tomislav Kršnjavi szobrászművész alkotta 2009-ben.
- Kotišina nevű városrésze felett 350-500 méter magasságban a Bikovo-hegység lejtőin található a Jura Radić professzor alapította Kotišinai botanikus kert. A 16,5 hektáros területen természetes élőhelyén mintegy 300 mediterrán és hegyi növényfaj él. A kert egyes helyeire egzotikus, mezőgazdasági és gyógynövényeket is telepítettek. A kert bejárata közelében egy 17. századi erődítmény[16] falai találhatók, melyet a nép Veliki kaštelnek (nagyvár) nevez. A kotišinai Szent Antal templom helyén melyet 1903-ban építettek egy régi templom állt, melyet a korabeli források szerint 1672-ben újjáépítettek és 1681-ben újraszenteltek. Kotišina központjában áll Petar Perica jezsuita atya, költő szülőháza, aki itt született 1881-ben és 1944-ben a kis Daksi szigetén több kitűnő horvát hazafival együtt a partizánok meggyilkolták.
- A kotišinai Szent András-templom[17] településen kívül, a Vrgorac felé vezető úttól délre található. Egyhajós, téglalap alaprajzú épület, négyzet alakú apszissal. A nyugati homlokzaton a bejárati ajtót egyszerű sima kőkeret keretezi. Az ajtó felett a homlokzat tengelyében négyszögletes kőlap van, üreges hatszögletű rozettával. A gerincen boltíves, alap nélküli harangdúcot látunk. A templom oldalfalai sorokba rakott faragott kövekből épültek. A templom a 17. - 18. században épült, a különleges stílusjegyekkel nem rendelkező egyszerű templomok csoportjába tartozik.
- A Szent Márton-templom[18] a 15. században épült Kotišine falutól északnyugatra. Eredetileg egyhajós, boltíves épület félköríves apszissal. Stílusában a román-gótikus épületek közé tartozik, melyet a 17. században megújítottak és ennek során kisebb módosításokon esett át. A templom az 1962 -es földrengésben jelentősen megrongálódott, amely után a boltozatot és a falak nagy részét lebontották. Megmaradt a nyugati homlokzat a kőkeretes ajtóval és felette a rozettával. A templom körül régi temető található, amely ma nem működik.
- Makarska város egykori erődítéseitől északra, a Zelenka nevű helyen, egy enyhe dombon a török korban tornyot építettek.[19] A terület korábban beépítetlen volt, ma a torony egy új lakónegyed belsejében, egy beépítetlen telken helyezkedik el. A kisebb, négyszögletes alaprajzú tornyot a természetes alapkőzetre építették. Ma a romok egy emeletnyi magasságában, tető nélkül állnak. A torony habarcsba rakott faragott kövekből épült, rajta minden emeleten egy kiskapu található. A nyugati homlokzaton megmaradt a torony romos bejárata, keleten pedig a sziklák természetes alakzatán keresztül található egy vészkijárat. A torony eredeti magassága és tetőfedésének módja nem ismert. Elhelyezkedése és a Makarskától keletre és nyugatra fekvő területre, valamint az erődített török városra és kikötőre kiváló rálátása miatt feltételezhető, hogy az épület őrtorony szerepét töltötte be, mely szoros kapcsolatban állt a város erődítményeivel.
- Makarska központjában, a Glavica-dombon áll forradalom emlékműve,[20] amelyet 1974 -ben építettek. Emlékművet a makarskai tengerparti települések azon áldozatainak állítottak, akik a Nemzeti Felszabadító Háborúban haltak meg. A Matija Salaj építész (1932-2014) tervezte alkotást eredetileg emlékszínpadnak és emléktérnek tervezték. Az emlékmű Glavica délnyugati részén épült, amely természeti adottságai miatt a városközpont legmeghatározóbb magasságú helyén található. Az emlékmű 11, függőlegesen elhelyezett betonlapból áll, hátterében egy kör alakú fennsík kúttal és egy hengeres toronnyal. A betonzsaluzat mindkét oldalán a háború eseményeit és a harc dinamikáját szimbolizáló domborművek láthatók.
- A régi iskola épületét[21] a 19. század elején kezdte építeni az utolsó makarskai püspök Fabijan Blašković püspöki palota céljára. Legreprezentatívabb része a háromemeletes délnyugati homlokzat, ahol a főbejárat felett neobarokk kőerkély található kettős, körte alakú balusztrádokkal, melyet négy karcsú oszlop támaszt alá. Az oldalsó erkélyeknek kovácsoltvas korlátja van. Az oldalszárnyak kétemeletesek, az első emeleten két neobarokk stílusú kőerkéllyel. Az épület többi homlokzata szerényebb formájú. A belső térben nagyrészt megmaradt az eredeti elrendezés akkor is, amikor az iskola működött az épületben. Keleti részén kétágú, neobarokk boltívekkel és keresztboltozatokkal díszített kőlépcsőt építettek.
- A Makarska felett található skywalk, amit 2020-ban adtak át.
- A Makarskai bevásárló központ, amit szintén 2020-ban adtak át, és számos üzlet helyiségnek ad otthont, két emeleten.

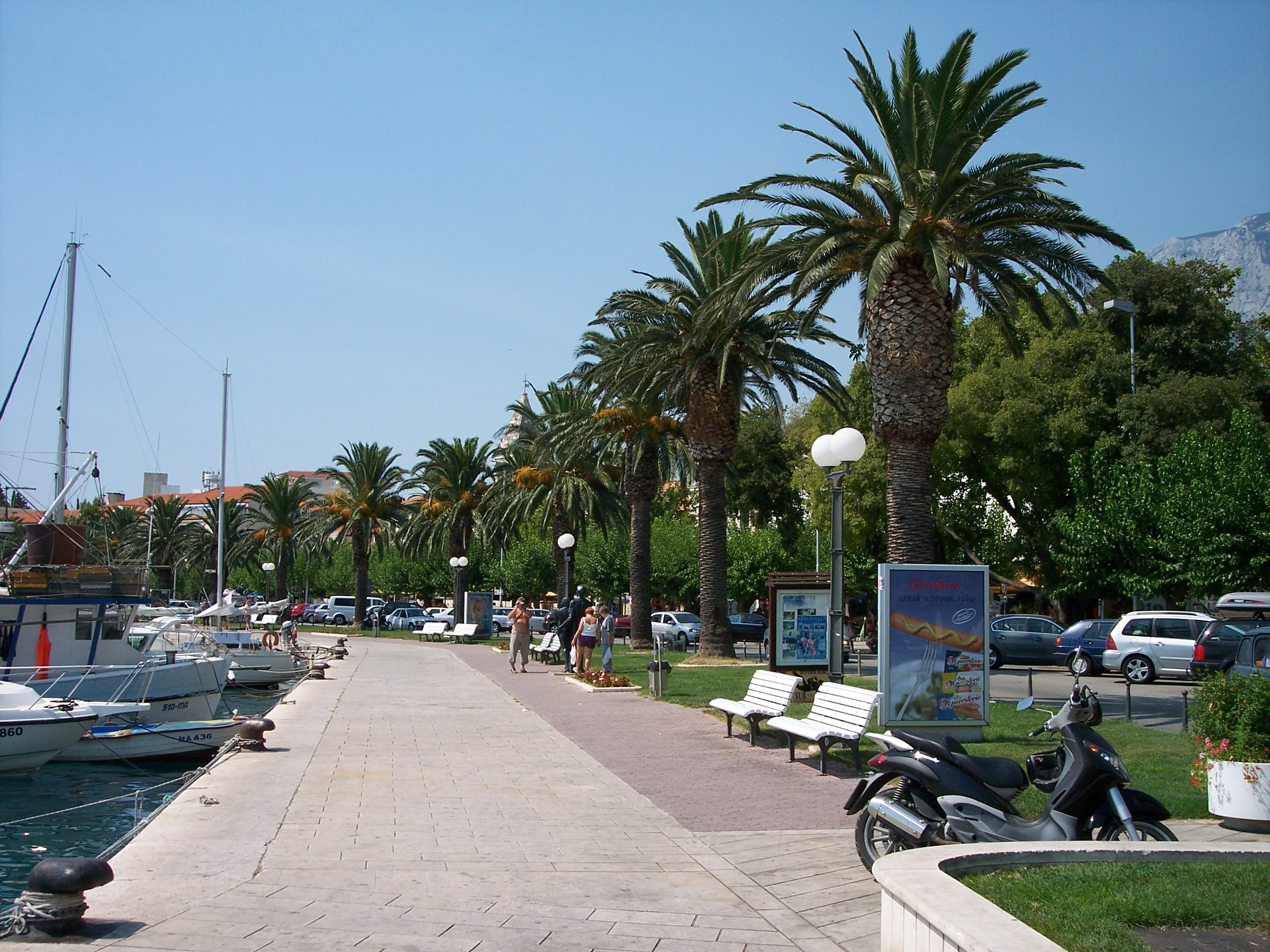
A tengerparti sétány

## Gazdaság
A helyi gazdaság fő ágazata a turizmus. A város turisztikai irodáját 2000. február 18-án alapították. Feladata a turizmus igényeinek kiszolgálása, a kulturális tartalmú rendezvények és kulturális intézmények támogatása a turizmus fejlesztésének érdekében. A turizmus mellett a lakosság főként halászattal, szőlő- és olajbogyó termesztéssel foglalkozik.

## Kultúra
- Az Antun Gojak (1907-1986) nevét viselő városi galériát 1995-ben alapították. A hatszáz muzeális tárgyat tartalmazó gyűjtemény két részre osztható: a Gojak hagyaték és a kortárs művészeti gyűjtemény bemutatására.
- A városi könyvtárat intézményként 1995. március 4-én alapították, de a városnak az Adria keleti partján fekvő települések közül az elsők között, már több mint 250 éve van saját könyvtára.
- A kikötő nyugati részén álló 18. századi Tonolli-palotában működik a városi múzeum, melyet 1995-ben alapítottak. A múzeumnak régészeti, népművészeti, numizmatikai, kultúrtörténeti, fotó-, képeslap-, plakát- és kártyagyűjteménye van.
- A „Tempet” folklór együttest 1987-ben alapították, nevét egy régi makarskai táncról kapta. Énekkarát 2006-ban, zenekarát 2008-ban alapították. 2008-ban gyermekcsoportja is alakult.
- A Makarskai Nyári Fesztivál a város legnagyobb kulturális rendezvénye. Eseményei minden évben júliustól szeptemberig tartanak. Keretében dalestek, klasszikus-, tánczenei- és jazz koncertek, folklórestek, színházi előadások kerülnek megrendezésre.
- A makarskai csillagvizsgálót 2009-ben avatták fel.

## Oktatás
- Alapiskolák:
  - Petar Perica alapiskola
  - Stjepan Mičević alapiskola
  - A városi zeneiskolát 1986-ban alapították.
- Középiskolák:
  - Ipari Szakközépiskola
  - Andrije Kačić Miošić szakközépiskola

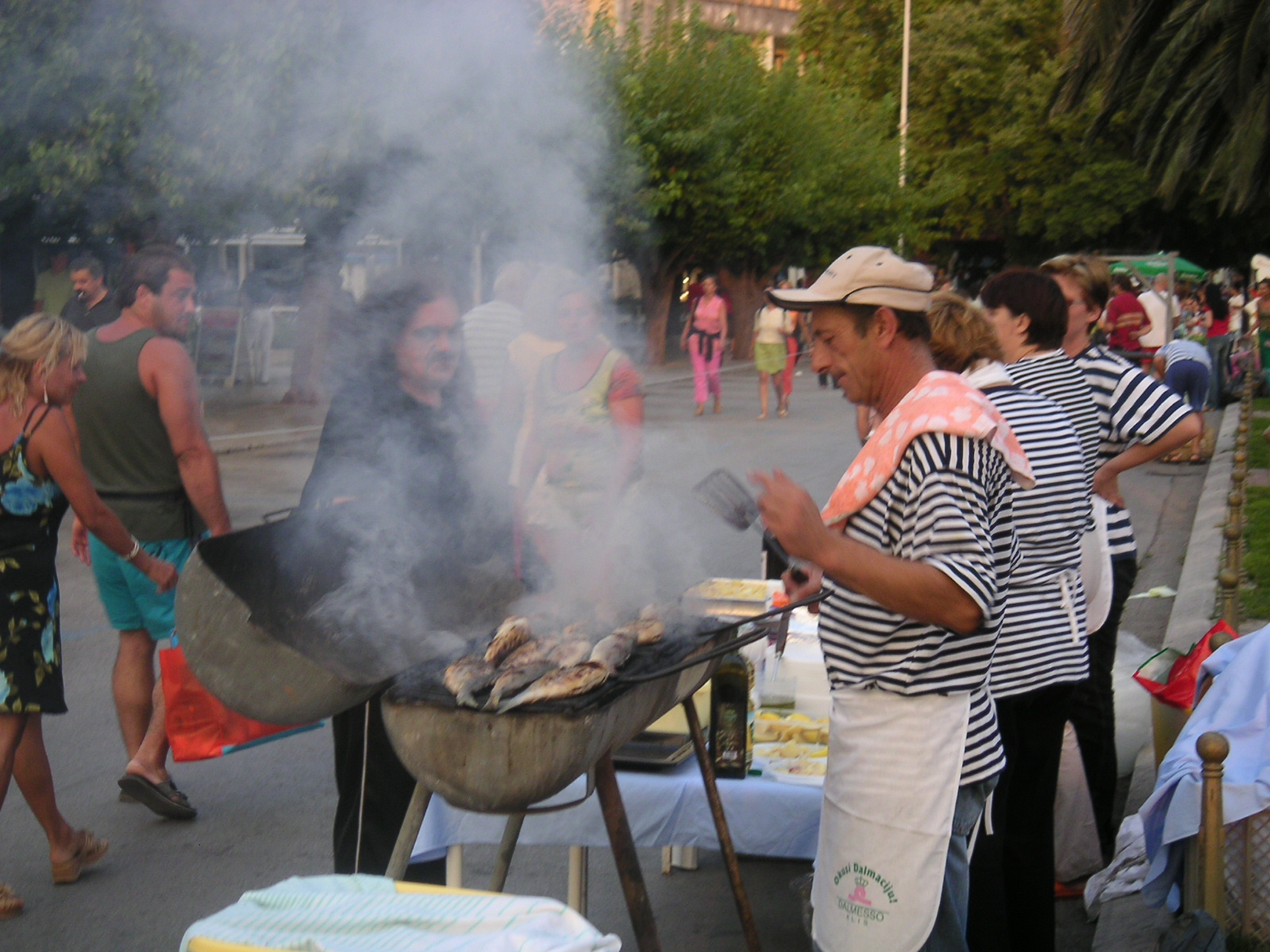
A Makarskai Nyári Fesztivál

  - Zenei Szakközépiskola

## Egyesületek
- A város legrégibb egyesülete a városi fúvószenekar
- Makarska város női kara
- HKD Napredak amatőr vegyeskar
- Zlatousti Makarska amatőr bábegyüttes
- MaFest fesztiválszervező egyesület
- Wine Expo szőlészeti és borászati egyesület
- “Makarski marendin” a gasztroturizmust szervező egyesület
- DokuMA dokumentumfilmes egyesület
- Rockatansky koncertszervező és multimédia egyesület
- „Mladi talent Makarska“ fiatal művészek alkotásait támogató egyesület
- Klapa Makarska énekkar
- Klapa Garbin énekkar
- "Originalni dalmatinski suvenir" eredeti dalmáciai kézműves termékeket készítő egyesület

## Sport
A város sportegyesületei:
- "Amfora" kosárlabdaklub
- "Sveti Marko" atlétikai klub
- "Makarska rivijera" rögbiklub
- "Zmaj" Munkás labdarúgóklub
- "Makarska" női kézilabdaklub
- "Kingtrade" kézilabdaklub
- "Biokovo" evezősklub
- "Makarska" teniszklub
- "Galeb" vízilabdaklub
- "Novo vrijeme" kispályás labdarúgóklub
- "Mawashi" kickboxklub
- "Makarska" röplabdaklub
- "Biokovo" dzsúdóklub
- "Makarska" kerékpárosklub
- "Bura" vitorlásklub
- "Biokovo" tekeklub
- "Briljantin" versenytáncklub
- "Makarska" bocsaklub
- "Makarska" sakk-klub
- "Jedro" szörfklub
- "Ekstrem" barlangász-alpinista klub
- "Biokovo" horvát hegymászó egyesület
- "Arbun" sporthorgász egyesület
- Kispályás labdarúgó egyesület
- "Arka" tollaslabdaklub
- "Sveti Petar" modellezőklub

## Galéria

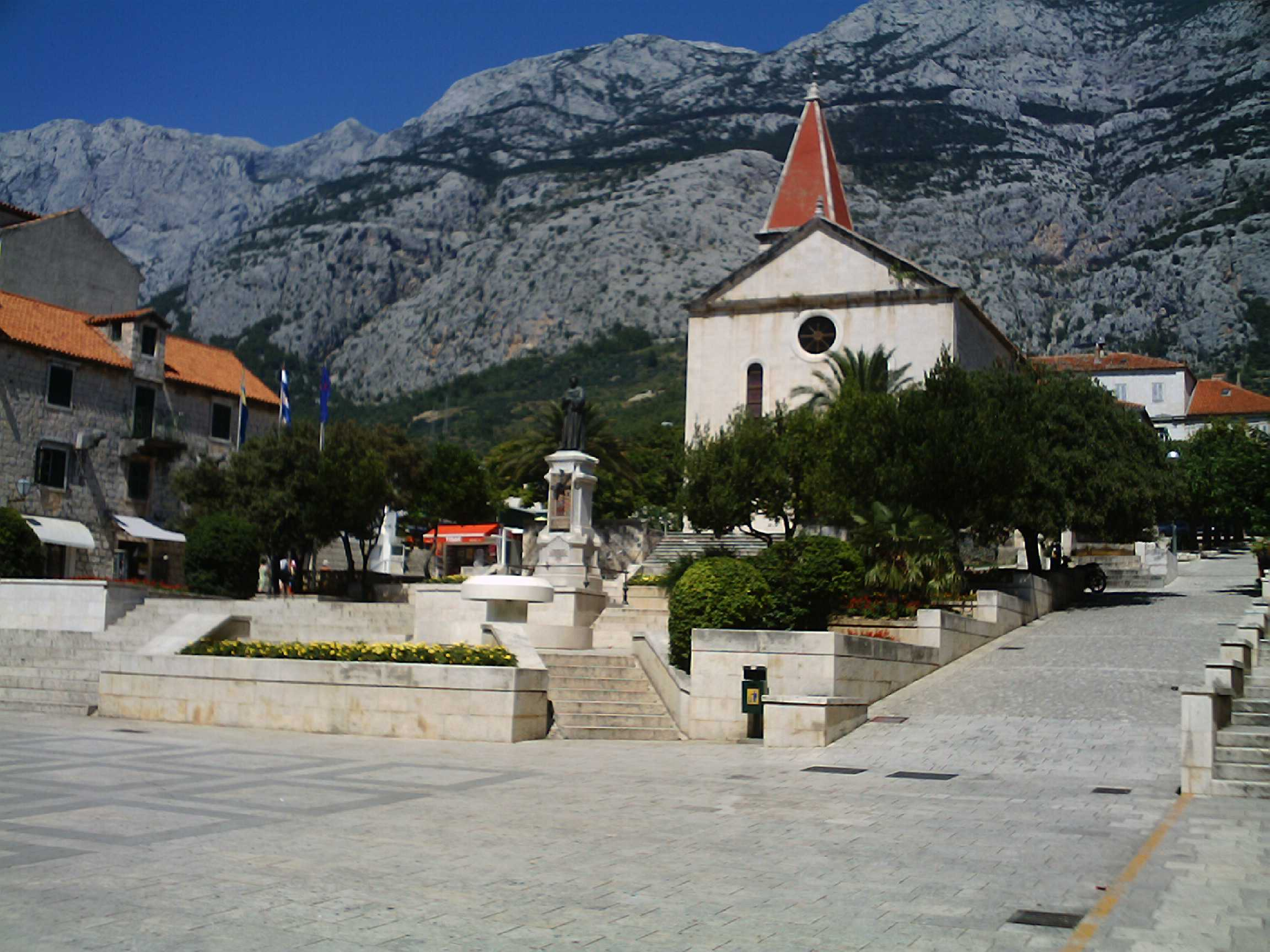
Az Andrija Kačić Miošić tér a Szent Márk székesegyházzal
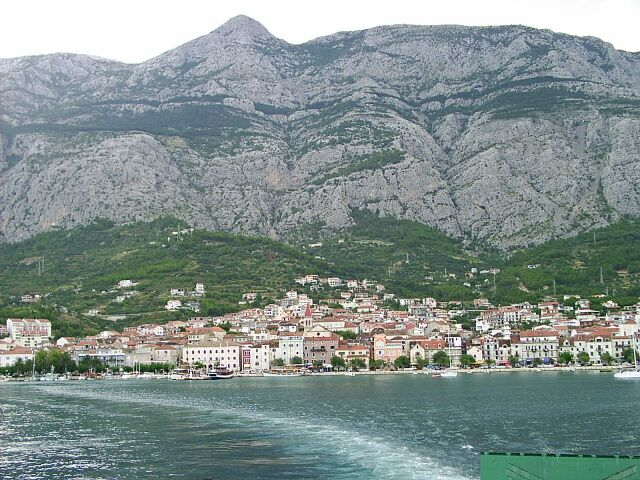
A város látképe a Biokovo-hegységgel
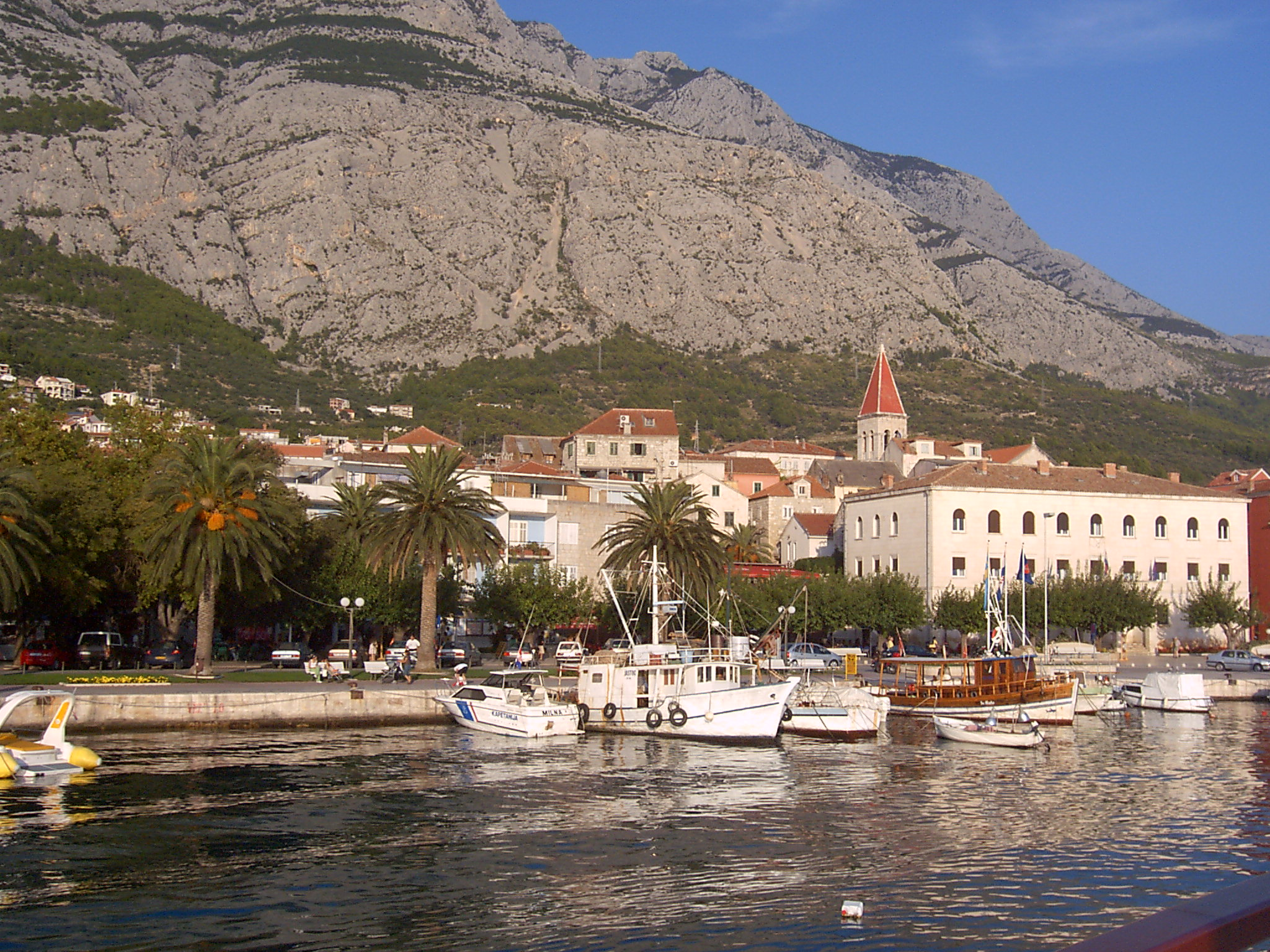
Makarska kikötője
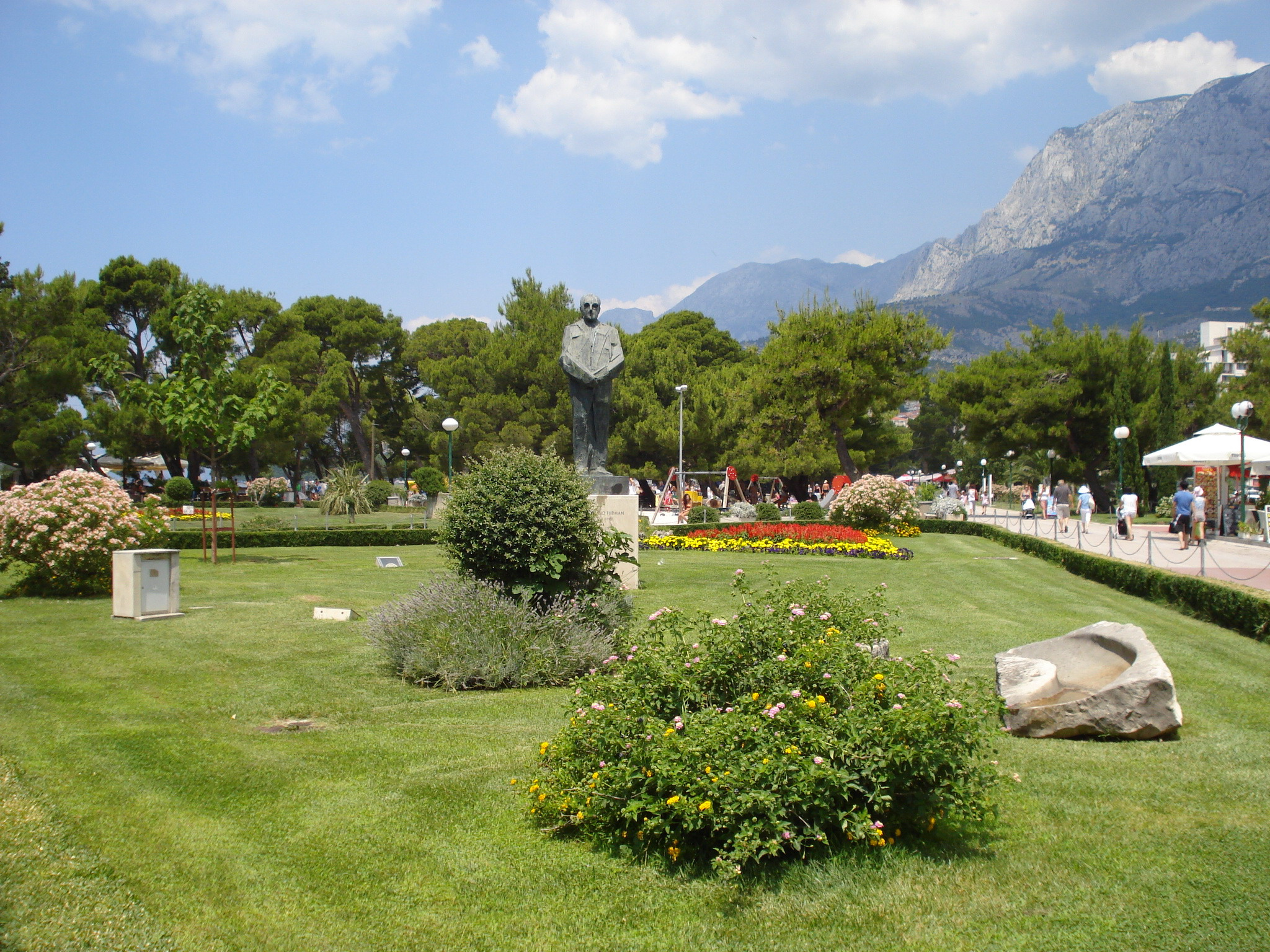
A dr. Franjo Tuđman sétány
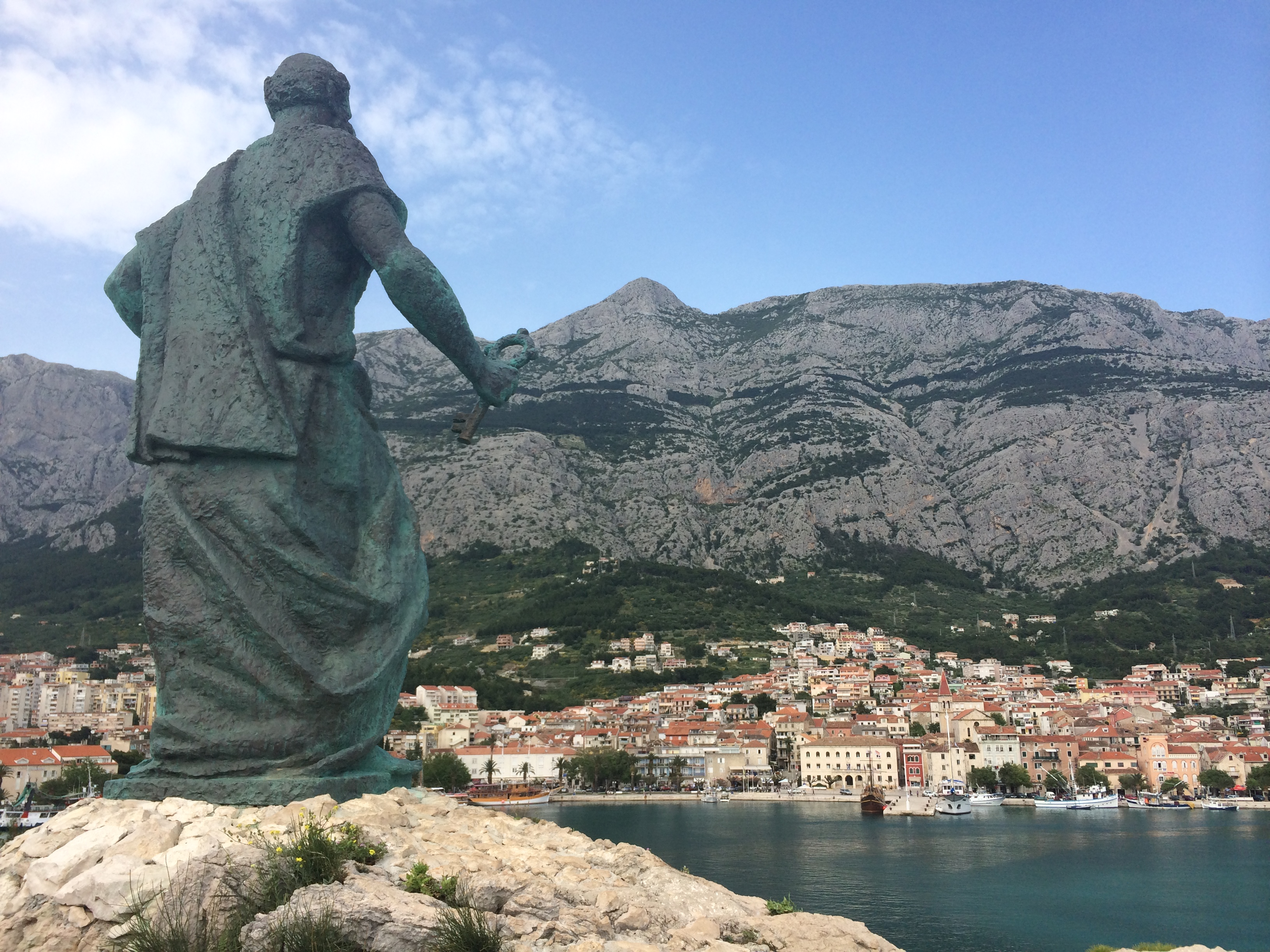
Szent Péter apostol szobra
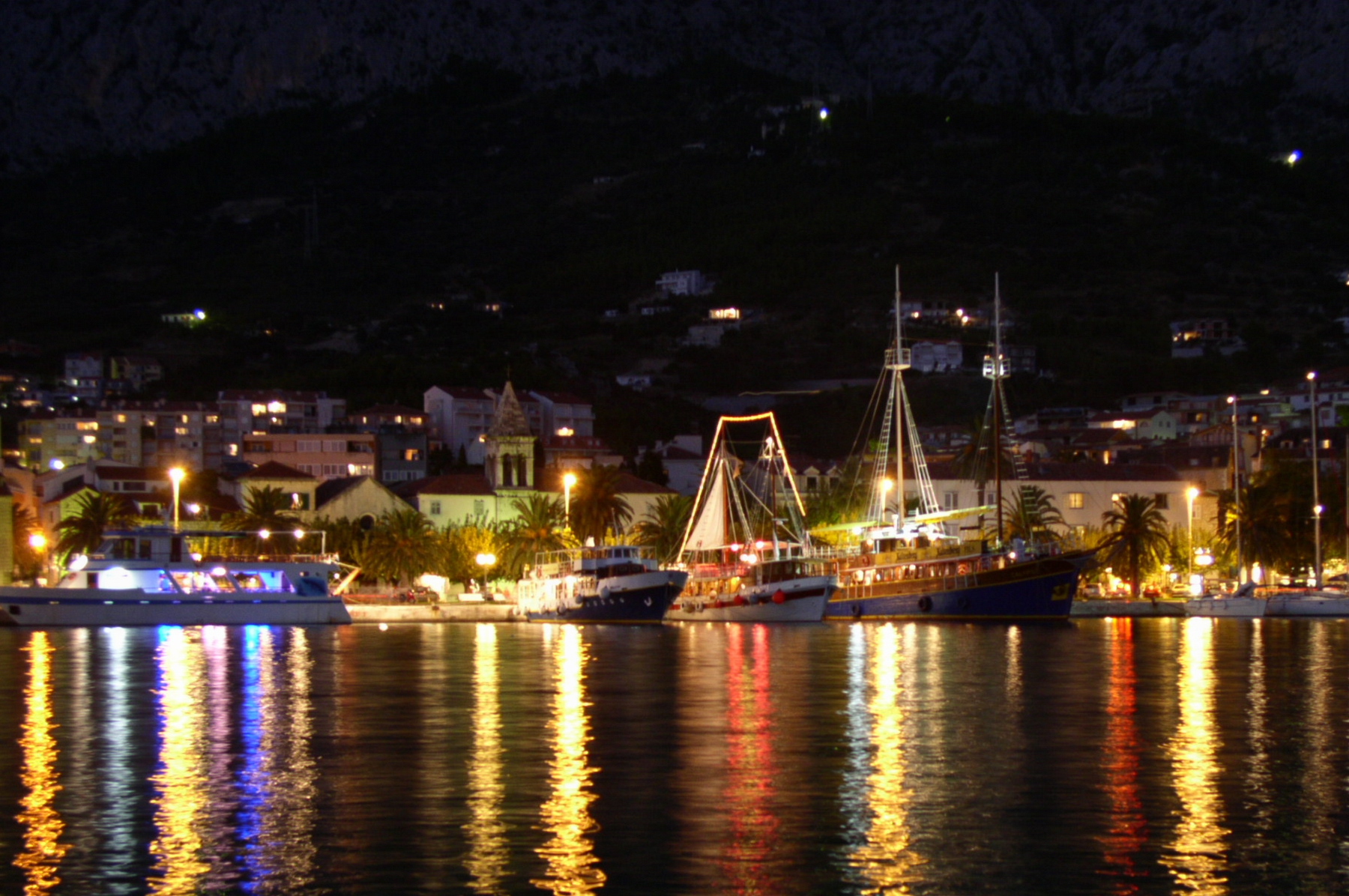
Esti látkép
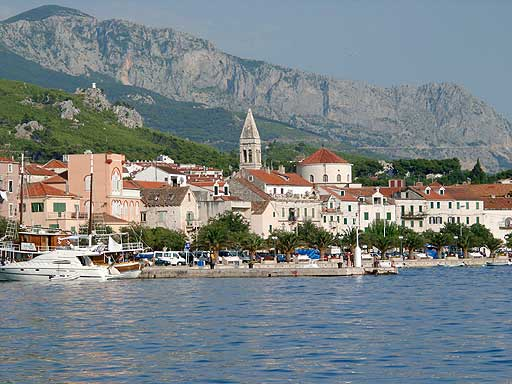
Látkép a kikötőből
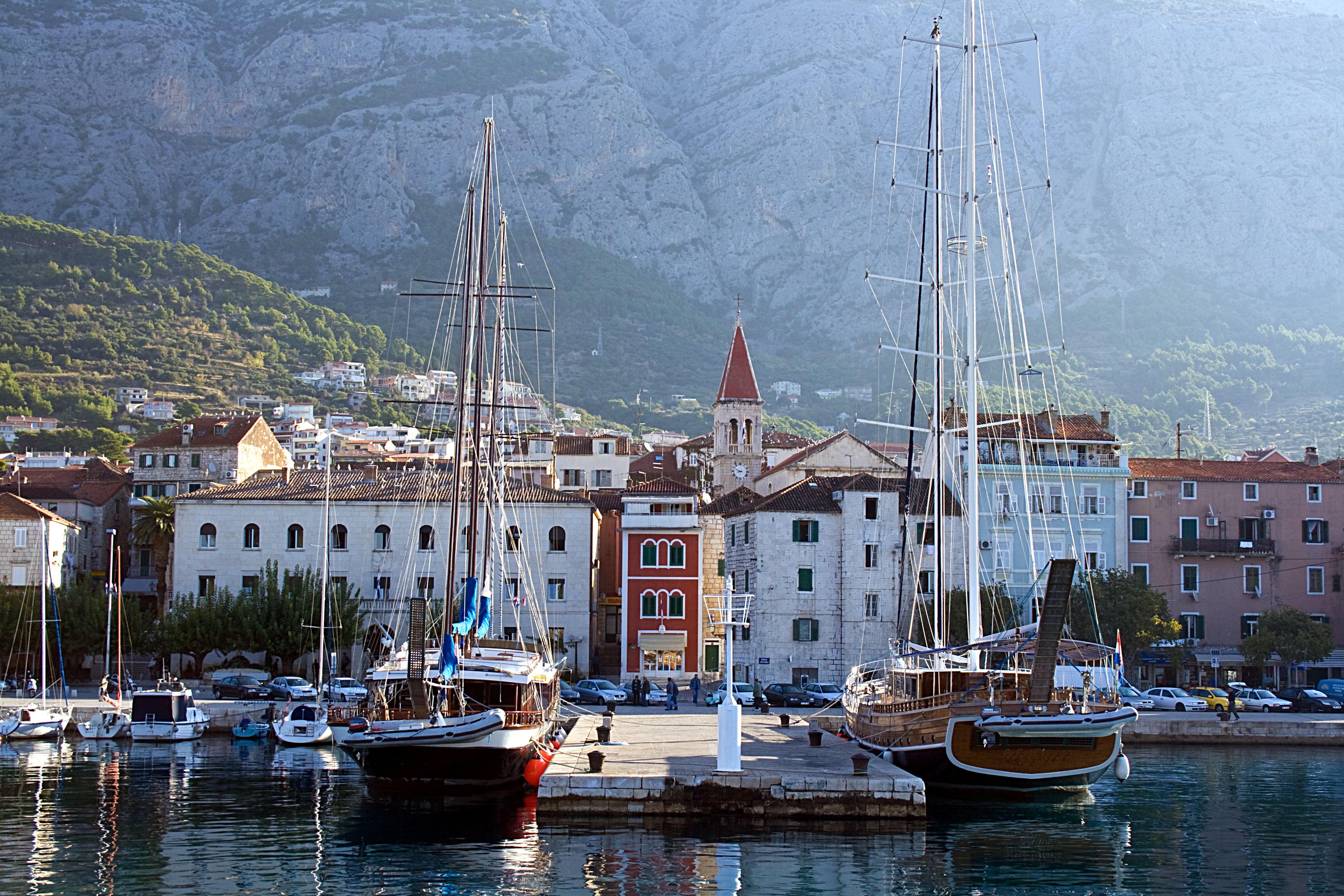
Kikötői kép
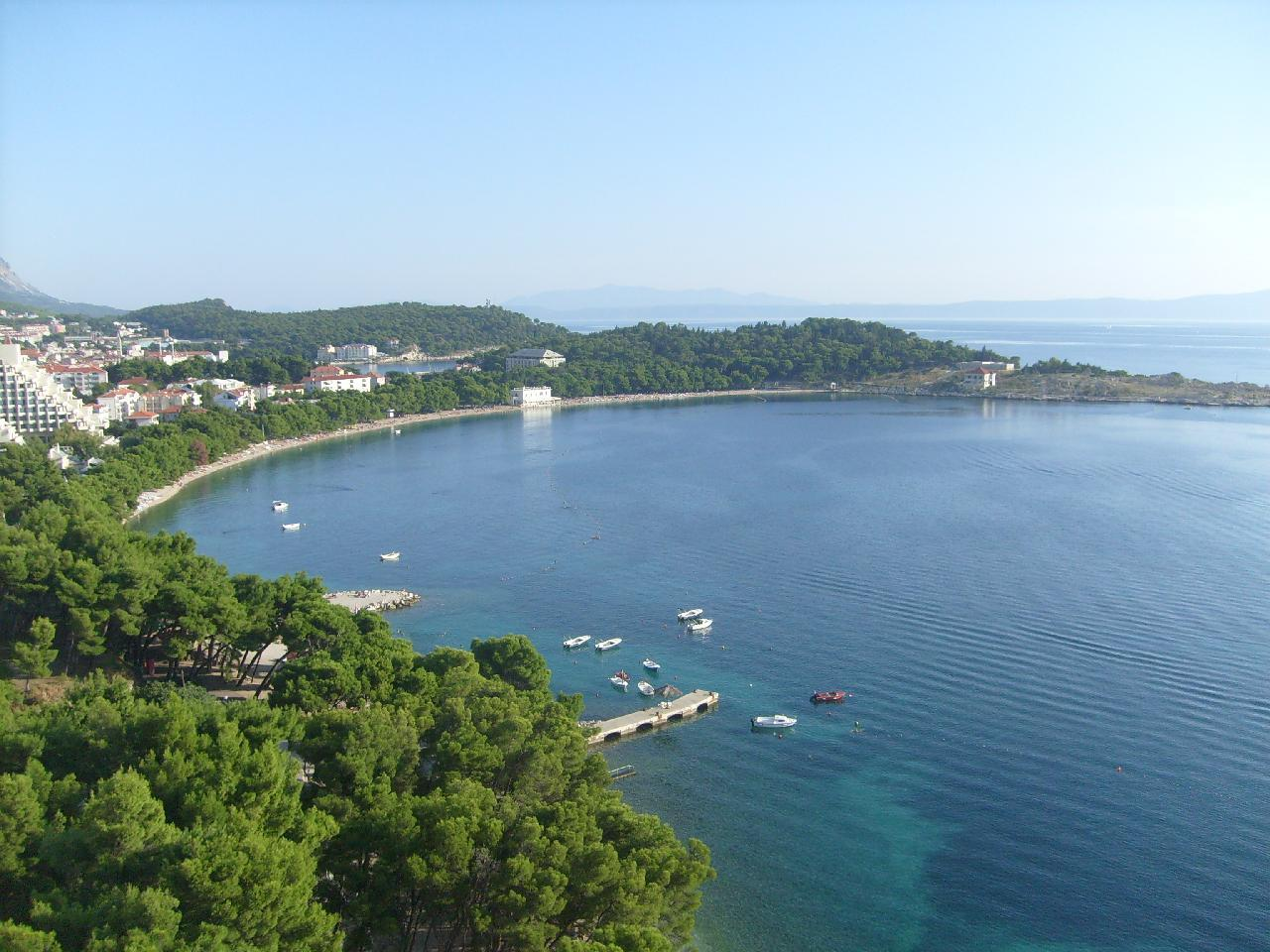
A Makarskai-öböl

## Fordítás
Ez a szócikk részben vagy egészben  a   Makarska című horvát Wikipédia-szócikk ezen változatának fordításán alapul.  Az eredeti cikk szerkesztőit annak laptörténete sorolja fel. Ez a jelzés csupán a megfogalmazás eredetét és a szerzői jogokat jelzi, nem szolgál a cikkben szereplő információk forrásmegjelöléseként.